# حمام بلحشاني
حمام بلحشاني هي قرية تابعة إداريا لبلدية عين العربي دائرة عين مخلوف ولاية قالمة , يعتمد معظم سكانها على الزراعة والفلاحة وتربية الاغنام وتكسب نعمة كبير هي منابع المياه الساخنة الغنية بمادة الكبريت المفيد لعدة أمراض.

## المنطقة الجغرافية
تقع قرية حمام بلحشاني بأقصى جنوب ولاية قالمة على الحدود المتاخمة لولايتي سوق أهراس و ام البواقي.

## السياحة
تم وضع حجر الأساس لإنجاز مشروع المركز الحموي وفندق بسعة 200 سرير ومرافق متنوّعة، تشتهر المنطقة بالسياحة الحموية لوجود عدة منابع للمياه الساخنة بدرجات متفاوتة تصل إلى 97 درجة مئوية،منها حمام بلحشاني وحمام قرفة وهو حمام تقليدي". وتضيف المتحدثة أن "هناك من يتحدث عن منابع عديدة موجودة في أماكن أخرى ربما غير معروفة أو غير مستغلة"، موضحة أنه "يجب الاعتماد على دراسة استغلال هذه المنابع الحموية خاصة أن هناك بعض الإشكاليات منها أن هذه المنابع تكون داخل أراض تابعة لخواص.